# Nolisair
Nolisair — бывшая канадская дочерняя авиакомпания компании Nationair Canada и Technair компании по техническому обслуживанию самолетов. Штаб-квартира располагалась в здании Nationair Canada на территории международного аэропорта Монреаль-Мирабель в Мирабель, Квебек.

## История

### Nolisair
Компания была основана Робертом Обадиа в 1986 году и называлась Nolisair. Она имела 1 самолёт Douglas DC-8-50, на которой авиакомпания осуществляла грузовые авиаперевозки

### Nationair Canada
В конце 1980-х и начале 1990-х годов Nationair Canada выполняла чартерные и регулярные пассажирские перевозки с баз в Монреале и Торонто, с сезонными базами в Квебеке, а также рейсы из Гамильтона, Онтарио, в Лондон, Англия. В какой-то момент Nationair Canada была третьей по величине авиакомпанией Канады после Air Canada и Canadian Airlines International.

## Флот
на 1993 год флот Nolisair/NationairCanada/Technair был таким:
| ВС                | кол-во | примечание             |
| ----------------- | ------ | ---------------------- |
| Douglas DC-8-50СF | 1      |                        |
| Douglas DC-8-61   | 10     | один разбился в джидде |
| Boeing 747-100    | 4      |                        |
| Boeing 747-200    | 5      |                        |
| Boeing 757-200    | 10     |                        |

## Аварии и происшествия
| ВС              | борт. номер | жертвы  | причина                                                |
| --------------- | ----------- | ------- | ------------------------------------------------------ |
| Douglas DC 8-61 | C-GMXQ      | 261/261 | Взрыв и воспламенение при взлёте двух шин левого шасси |